# Élections législatives samoanes de 2016
Les Élections législatives samoanes de 2016 se tiennent le 4 mars 2016 afin de renouveler pour cinq ans l'ensemble des membres du Fono, le parlement des Samoa,.
Le scrutin est une victoire pour le Parti pour la protection des droits de l'homme du Premier ministre sortant Sailele Malielegaoi, qui accroit sa majorité.

## Système électoral
Les Samoa sont une république parlementaire, s'inspirant du modèle de Westminster. Quarante-sept députés sont élus par les citoyens autochtones, à travers autant de circonscriptions uninominales. Les deux autres députés sont élus par les 'électeurs individuels' (individual voters), principalement non-autochtones - c'est-à-dire des citoyens naturalisés, ou des descendants d'Européens et d'Asiatiques installés dans le pays pendant la période coloniale. Seules les personnes portant un titre de matai (titre traditionnel de chef de famille) peuvent être élues députés, y compris pour les deux sièges non-autochtones. Le droit de vote s'acquiert à l'âge de 21 ans,.
À la suite d'un amendement constitutionnel adopté à l'unanimité par le Parlement en 2013, au moins cinq sièges au Parlement doivent être occupés par des femmes après ces élections de 2016. Si moins de cinq femmes sont élues, des sièges supplémentaires seront créés pour cette législature, et alloués aux candidates ayant obtenu les meilleurs résultats dans le pays. Avant 2016, il n'y a jamais eu plus de quatre femmes députées simultanément au Parlement.
Après les élections, le nouveau Parlement procède à l'élection du Premier ministre. Le chef de l'État, pour sa part, est élu par le Parlement tous les cinq ans ; le mandat de Tufuga Efi, chef de l'État au moment des législatives de 2016, arrive à terme en 2017.

## Partis politiques
Il existe deux partis politiques représentés au Parlement lors de la législature de 2011 à 2016 : le Parti pour la protection des droits de l'homme (PPDH ; conservateur, au pouvoir), et le parti Tautua Samoa. Le PPDH a remporté toutes les élections depuis 1982. L’Economist Intelligence Unit estime que, malgré un ralentissement de la croissance économique, le PPDH remportera aisément les élections de 2016. Pour ce scrutin, le PPDH présente quatre-vingt candidats sous sa propre bannière, ainsi que quarante-et-un candidats officiellement sans étiquette mais affiliés au parti.

### Forces en présences
| Partis | Partis                                                | Positionnement                                    | Dirigeants                                    |
| ------ | ----------------------------------------------------- | ------------------------------------------------- | --------------------------------------------- |
|        | Parti pour la protection des droits de l'homme (HRPP) | Centre droit Démocratie chrétienne, conservatisme | Tuilaepa Sailele Malielegaoi Premier ministre |
|        | Tautua Samoa (TSP)                                    | Centre gauche Gauche chrétienne, agrarisme        | Palusalue Fa'apo II Chef de l'opposition      |

## Campagne
Le parti Tautua Samoa, entamant sa campagne électorale début 2016, se concentre notamment sur l'accès à l'éducation et à la santé. Il promet la gratuité des soins de santé pour les enfants de moins de cinq ans, une aide de l'État pour les frais de scolarité, ainsi que davantage d'aides aux personnes âgées. Par ailleurs, il préconise de « travailler avec le Conseil national des Églises pour soutenir les principes et les valeurs chrétiens », en instaurant notamment une interdiction du commerce le dimanche. À moins d'un mois de l'élection le chief whip du parti, Lealailepule Rimoni Aiafi, fait défection, et rejoint le PPDH. 
Le Tautua Samoa ne présente que vingt-cinq candidats, ce qui, en pratique, rend impossible sa victoire seul. Les deux partis soutiennent cependant ouvertement les candidatures de certains indépendants.
Seules 20,5 % des candidats sont des femmes.

## Résultats nationaux
|                          |                                                       |         |       |        |     |  |  |  |  |
| Parti                    | Parti                                                 | Voix    | %     | Sièges | +/- |  |  |  |  |
|                          | Parti pour la protection des droits de l'homme (HRPP) | 45 505  | 56,92 | 35     | 6   |  |  |  |  |
|                          | Tautua Samoa (TSP)                                    | 6 743   | 8,43  | 2      | 11  |  |  |  |  |
|                          | Indépendants                                          | 27 704  | 34,65 | 13     | 6   |  |  |  |  |
|                          |                                                       |         |       |        |     |  |  |  |  |
| Votes valides            | Votes valides                                         | 79 952  | 99,06 |        |     |  |  |  |  |
| Votes blancs et nuls     | Votes blancs et nuls                                  | 759     | 0,94  |        |     |  |  |  |  |
| Total                    | Total                                                 | 80 711  | 100   | 50     | 1   |  |  |  |  |
| Abstentions              | Abstentions                                           | 35 190  | 30,36 |        |     |  |  |  |  |
| Inscrits / participation | Inscrits / participation                              | 115 901 | 69,64 |        |     |  |  |  |  |

## Analyse
Dans dix-huit circonscriptions, il n'y a pas de candidats d'opposition, et le PPDH est donc certain de remporter ces sièges. Dans quatorze d'entre elles, plusieurs candidats du PPDH sont en concurrence ; dans les quatre autres, il y a un seul candidat, du PPDH, qui est donc reconduit sans élection.
Le parti Tautua s'effondre, ne conservant que deux sièges (qui se montent à trois grâce à un député élu sans étiquette). Passant en-dessous de la barre des huit sièges, il n'est plus reconnu comme parti politique au Parlement, contraignant ses trois élus à siéger officiellement comme députés indépendants. Palusalue Fa'apo II, chef du parti et chef de l'opposition sortante, est notamment battu dans sa circonscription. Le PPDH, à l'inverse, consolide sa majorité absolue des sièges. Bien que la commission électorale lui reconnaisse trente-neuf élus, des candidats affiliés au parti mais s'étant présentés sans étiquette sont également élus. En pratique, le PPDH dispose ainsi de quarante-sept sièges,.

## Résultats détaillés par circonscription
Les résultats précis sont les suivants, :

Vaimauga Sasae
| Député sortant | Député sortant             | Parti | Fonctions                                                        | Sortant se représente ? | Élu | Élu                                  | Parti          |
| -------------- | -------------------------- | ----- | ---------------------------------------------------------------- | ----------------------- | --- | ------------------------------------ | -------------- |
|                | Tuisugaletaua Sofara Aveau | PPDH  | ministre des Communications et des Technologies de l'information | oui                     |     | Sulamanaia Fetaiai Tauiliili Tuivasa | sans étiquette |

| Candidat                             | Parti | Voix | Pourcentage | Changement par rapport à 2011 | Résultat |
| ------------------------------------ | ----- | ---- | ----------- | ----------------------------- | -------- |
| Sulamanaia Fetaiai Tauiliili Tuivasa | aucun | 938  |             |                               | élu      |
| Tuisugaletaua Sofara Aveau           | PPDH  | 813  |             |                               | battu    |
| Tafaese Uili Lautua                  | aucun | 349  |             |                               |          |

Vaimauga Sisifo
| Député sortant | Député sortant                | Parti          | Fonctions | Sortant se représente ? | Élu | Élu                           | Parti |
| -------------- | ----------------------------- | -------------- | --------- | ----------------------- | --- | ----------------------------- | ----- |
|                | Lefau Harry Schuster          | Tautua         |           | oui                     |     | Faaolesa Katopau Ainuu        | PPDH  |
|                | Lenatai Victor Faafoi Tamapua | sans étiquette |           | oui (mais pour le PPDH) |     | Lenatai Victor Faafoi Tamapua | PPDH  |

| Candidat                      | Parti  | Voix  | Pourcentage | Changement par rapport à 2011 | Résultat |
| ----------------------------- | ------ | ----- | ----------- | ----------------------------- | -------- |
| Faaolesa Katopau Ainuu        | PPDH   | 1 453 |             |                               | élu      |
| Lenatai Victor Faafoi Tamapua | PPDH   | 1 021 |             |                               | réélu    |
| Lautimuia Uelese Vaai         | aucun  | 851   |             |                               |          |
| Lefau Harry Schuster          | Tautua | 423   |             |                               | battu    |
| Patu Sola Siaosi Hunt         | aucun  | 139   |             |                               |          |
| Tauamamanuvao Falani Mamea    | aucun  | 50    |             |                               |          |

Faleata Sasae
| Député sortant | Député sortant        | Parti  | Fonctions | Sortant se représente ? | Élu | Élu                   | Parti |
| -------------- | --------------------- | ------ | --------- | ----------------------- | --- | --------------------- | ----- |
|                | Aveau Nikotemo Palamo | Tautua |           | oui                     |     | Salausa John Ah Ching | PPDH  |

| Candidat                           | Parti  | Voix | Pourcentage | Changement par rapport à 2011 | Résultat |
| ---------------------------------- | ------ | ---- | ----------- | ----------------------------- | -------- |
| Salausa John Ah Ching              | PPDH   | 703  |             |                               | élu      |
| Aulavemai Tafito Selesele Faaaliga | PPDH   | 553  |             |                               |          |
| Aveau Nikotemo Palamo              | Tautua | 507  |             |                               | battu    |
| Nuu Tapasu Leung Wai               | PPDH   | 419  |             |                               |          |

Faleata Sisifo
| Député sortant | Député sortant            | Parti  | Fonctions | Sortant se représente ? | Élu | Élu                       | Parti |
| -------------- | ------------------------- | ------ | --------- | ----------------------- | --- | ------------------------- | ----- |
|                | Lealailepule Rimoni Aiafi | Tautua |           | oui (mais pour le PPDH) |     | Lealailepule Rimoni Aiafi | PPDH  |

| Candidat                  | Parti | Voix | Pourcentage | Changement par rapport à 2011 | Résultat |
| ------------------------- | ----- | ---- | ----------- | ----------------------------- | -------- |
| Lealailepule Rimoni Aiafi | PPDH  | 857  |             |                               | réélu    |
| Ale Vena Ale              | PPDH  | 853  |             |                               |          |
| Ulu Bismarck Crawley      | PPDH  | 836  |             |                               |          |
| Moala Panoa Tavita Moala  | PPDH  | 441  |             |                               |          |

Sagaga-le-Falefa
| Député sortant | Député sortant   | Parti          | Fonctions | Sortant se représente ? | Élu | Élu                  | Parti          |
| -------------- | ---------------- | -------------- | --------- | ----------------------- | --- | -------------------- | -------------- |
|                | Tuisa Tasi Patea | sans étiquette |           | oui (mais pour le PPDH) |     | Loau Sola Keneti Sio | sans étiquette |

| Candidat               | Parti | Voix | Pourcentage | Changement par rapport à 2011 | Résultat |
| ---------------------- | ----- | ---- | ----------- | ----------------------------- | -------- |
| Loau Sola Keneti Sio   | aucun | 1423 |             |                               | élu      |
| Tuisa Tasi Patea       | PPDH  | 999  |             |                               | battu    |
| Tagaloatele Pasi Poloa | aucun | 753  |             |                               |          |

Sagaga-le-Usoga
| Député sortant | Député sortant                       | Parti | Fonctions | Sortant se représente ? | Élu | Élu                      | Parti |
| -------------- | ------------------------------------ | ----- | --------- | ----------------------- | --- | ------------------------ | ----- |
|                | Muagututagata Auimatagi Peter Ah Him | PPDH  |           | non                     |     | Seiuli Ueligitone Seiuli | PPDH  |

| Candidat                     | Parti | Voix  | Pourcentage | Changement par rapport à 2011 | Résultat |
| ---------------------------- | ----- | ----- | ----------- | ----------------------------- | -------- |
| Seiuli Ueligitone Seiuli     | PPDH  | 1 001 |             |                               | élu      |
| Maulolo Tavita Amosa         | aucun | 485   |             |                               |          |
| Fata Meafou                  | aucun | 311   |             |                               |          |
| Togatalima Faafouina Milford | aucun | 253   |             |                               |          |

Aana Alofi 1

Les deux députés sont élus séparément ; la circonscription est scindée en deux, avec des listes de candidats séparées. 
| Député sortant | Député sortant                  | Parti          | Fonctions            | Sortant se représente ? | Élu | Élu                             | Parti |
| -------------- | ------------------------------- | -------------- | -------------------- | ----------------------- | --- | ------------------------------- | ----- |
|                | Tuitama Talalelei Tuitama       | sans étiquette | ministre de la Santé | oui (mais pour le PPDH) |     | Tuitama Talalelei Tuitama       | PPDH  |
|                | Leaupepe Toleafoa Apulu Faafisi | PPDH           |                      | oui                     |     | Leaupepe Toleafoa Apulu Faafisi | PPDH  |

| Candidat                  | Parti | Voix | Pourcentage | Changement par rapport à 2011 | Résultat |
| ------------------------- | ----- | ---- | ----------- | ----------------------------- | -------- |
| Tuitama Talalelei Tuitama | PPDH  | 648  |             |                               | réélu    |
| Fesolai Tusiupu Tuigamala | aucun | 518  |             |                               |          |
| Fesolai Aleni Sofara      | aucun | 485  |             |                               |          |
|                           |       |      |             |                               |          |

| Candidat                        | Parti | Voix | Pourcentage | Changement par rapport à 2011 | Résultat |
| ------------------------------- | ----- | ---- | ----------- | ----------------------------- | -------- |
| Leaupepe Toleafoa Apulu Faafisi | PPDH  | 476  |             |                               | réélu    |
| Aiono Tile Gafa                 | aucun | 418  |             |                               |          |
| Leaupepe Savelio Leaupepe       | aucun | 59   |             |                               |          |
| Lolomatauama Eseta Mataituli    | aucun | 59   |             |                               |          |

Aana Alofi 2
| Député sortant | Député sortant                   | Parti | Fonctions                                      | Sortant se représente ? | Élu | Élu                        | Parti  |
| -------------- | -------------------------------- | ----- | ---------------------------------------------- | ----------------------- | --- | -------------------------- | ------ |
|                | Tolofuaivalelei Falemoe Leiataua | PPDH  | ministre des Femmes et du Développement social | oui                     |     | Ili Setefano Taateo Tafili | Tautua |

| Candidat                         | Parti  | Voix | Pourcentage | Changement par rapport à 2011 | Résultat |
| -------------------------------- | ------ | ---- | ----------- | ----------------------------- | -------- |
| Ili Setefano Taateo Tafili       | Tautua | 814  |             |                               | élu      |
| Tolofuaivalelei Falemoe Leiataua | PPDH   | 556  |             |                               | battu    |

Aana Alofi 3
| Député sortant | Député sortant                 | Parti  | Fonctions | Sortant se représente ? | Élu | Élu                          | Parti |
| -------------- | ------------------------------ | ------ | --------- | ----------------------- | --- | ---------------------------- | ----- |
|                | Toeolesulusulu Cedric Schuster | Tautua |           | oui                     |     | Afamasaga Lepuiai Rico Tupai | PPDH  |

| Candidat                       | Parti  | Voix | Pourcentage | Changement par rapport à 2011 | Résultat |
| ------------------------------ | ------ | ---- | ----------- | ----------------------------- | -------- |
| Afamasaga Lepuiai Rico Tupai   | PPDH   | 836  |             |                               | élu      |
| Toeolesulusulu Cedric Schuster | Tautua | 709  |             |                               | battu    |
| Leituala Logona Vaafusuaga     | PPDH   | 107  |             |                               |          |

Aiga I le Tai
| Député sortant | Député sortant     | Parti | Fonctions | Sortant se représente ? | Élu | Élu                    | Parti          |
| -------------- | ------------------ | ----- | --------- | ----------------------- | --- | ---------------------- | -------------- |
|                | Ifopo Matia Filisi | PPDH  |           | oui                     |     | Mulipola Leiataua Laki | sans étiquette |

| Candidat                           | Parti | Voix  | Pourcentage | Changement par rapport à 2011 | Résultat |
| ---------------------------------- | ----- | ----- | ----------- | ----------------------------- | -------- |
| Mulipola Leiataua Laki             | aucun | 1 346 |             |                               | élu      |
| Ifopo Matia Filisi                 | PPDH  | 790   |             |                               | battu    |
| Mulipola Taupau Leiataualesa Olive | aucun | 596   |             |                               |          |
| Tautaiolevao Tautala Asovale       | aucun | 92    |             |                               |          |

Falelatai et Samatau
| Député sortant | Député sortant | Parti | Fonctions | Sortant se représente ? | Élu | Élu        | Parti |
| -------------- | -------------- | ----- | --------- | ----------------------- | --- | ---------- | ----- |
|                | Taefu Lemi     | PPDH  |           | oui                     |     | Taefu Lemi | PPDH  |

| Candidat                     | Parti | Voix | Pourcentage | Changement par rapport à 2011 | Résultat |
| ---------------------------- | ----- | ---- | ----------- | ----------------------------- | -------- |
| Taefu Lemi                   | PPDH  | 831  |             |                               | réélu    |
| Anae Misa Pita II Anae       | aucun | 715  |             |                               |          |
| Toomaga Taefu Salapu Asalele | aucun | 330  |             |                               |          |

Faleseela et Lefaga
| Député sortant | Député sortant | Parti | Fonctions                 | Sortant se représente ? | Élu | Élu                             | Parti |
| -------------- | -------------- | ----- | ------------------------- | ----------------------- | --- | ------------------------------- | ----- |
|                | Lemamea Ropati | PPDH  | ministre de l'Agriculture | non                     |     | Toleafola Ken Vaafusuaga Poutoa | PPDH  |

| Candidat                          | Parti  | Voix | Pourcentage | Changement par rapport à 2011 | Résultat |
| --------------------------------- | ------ | ---- | ----------- | ----------------------------- | -------- |
| Toleafola Ken Vaafusuaga Poutoa   | PPDH   | 895  |             |                               | élu      |
| Sua Tanielu Faiaoga               | PPDH   | 697  |             |                               |          |
| Lemalu Leatuavao Silivia Taupau   | PPDH   | 434  |             |                               |          |
| Masinalupe Tusipa Masinalupe Venu | PPDH   | 210  |             |                               |          |
| Lemalu Nele Leilua                | PPDH   | 79   |             |                               |          |
| Unasa Tauaipolu Iutita Petelo     | Tautua | 40   |             |                               |          |

Safata

Les deux députés sont élus séparément ; la circonscription est scindée en deux, avec des listes de candidats séparées. 
| Député sortant | Député sortant                 | Parti  | Fonctions                                                           | Sortant se représente ? | Élu | Élu                  | Parti          |
| -------------- | ------------------------------ | ------ | ------------------------------------------------------------------- | ----------------------- | --- | -------------------- | -------------- |
|                | Palusalue Faapo II             | Tautua |                                                                     | oui                     |     | Leaana Ronnie Posini | sans étiquette |
|                | Manualesagalala Enokati Posala | PPDH   | ministre des Travaux publics, des Transports et des Infrastructures | non                     |     | Nonu Niumata Lose    | PPDH           |

| Candidat                            | Parti | Voix | Pourcentage | Changement par rapport à 2011 | Résultat |
| ----------------------------------- | ----- | ---- | ----------- | ----------------------------- | -------- |
| Nonu Niumata Lose                   | PPDH  | 520  |             |                               | élu      |
| Laumatiamanu Ringo Purcell Laumatia | PPDH  | 376  |             |                               |          |
| Leota-Suatele Manusegi              | aucun | 375  |             |                               |          |

| Candidat                                      | Parti  | Voix | Pourcentage | Changement par rapport à 2011 | Résultat |
| --------------------------------------------- | ------ | ---- | ----------- | ----------------------------- | -------- |
| Leaana Ronnie Posini                          | aucun  | 963  |             |                               | élu      |
| Palusalue Faapo II                            | Tautua | 655  |             |                               | battu    |
| Manualesagalala Mati Tuigamala Enokati Lemalu | PPDH   | 610  |             |                               |          |

Siumu
| Député sortant | Député sortant    | Parti | Fonctions | Sortant se représente ? | Élu | Élu                 | Parti          |
| -------------- | ----------------- | ----- | --------- | ----------------------- | --- | ------------------- | -------------- |
|                | Tuuu Anasii Leota | PPDH  |           | oui                     |     | Faaloto Iosefa Sopi | sans étiquette |

| Candidat            | Parti | Voix | Pourcentage | Changement par rapport à 2011 | Résultat |
| ------------------- | ----- | ---- | ----------- | ----------------------------- | -------- |
| Faaloto Iosefa Sopi | aucun | 719  |             |                               | élu      |
| Tuuu Anasii Leota   | PPDH  | 672  |             |                               | battu    |
| Afoa Fetulima Nonu  | aucun | 44   |             |                               |          |

Falealili

Les deux députés sont élus séparément ; la circonscription est scindée en deux, avec des listes de candidats séparées. 
| Député sortant | Député sortant    | Parti | Fonctions                 | Sortant se représente ? | Élu | Élu                      | Parti          |
| -------------- | ----------------- | ----- | ------------------------- | ----------------------- | --- | ------------------------ | -------------- |
|                | Tuiloma Lameko    | PPDH  | ministre du Trésor public | non                     |     | Fuimaono Teo Samuelu Teo | PPDH           |
|                | Tusa Misi Tupuola | PPDH  |                           | oui                     |     | Aumua Isaia Lameko       | sans étiquette |

| Candidat                            | Parti  | Voix | Pourcentage | Changement par rapport à 2011 | Résultat |
| ----------------------------------- | ------ | ---- | ----------- | ----------------------------- | -------- |
| Fuimaono Teo Samuelu Teo            | PPDH   | 409  |             |                               | élu      |
| Maiava Viiga Fuimaono               | PPDH   | 329  |             |                               |          |
| Fuimaono Atanoa Aloalii Alex Wright | Tautua | 312  |             |                               |          |
| Tofuaiofoia Falefa Lima             | PPDH   | 28   |             |                               |          |
| Fuimaono Esera Rimoni               | PPDH   | 22   |             |                               |          |

| Candidat                        | Parti | Voix | Pourcentage | Changement par rapport à 2011 | Résultat |
| ------------------------------- | ----- | ---- | ----------- | ----------------------------- | -------- |
| Aumua Isaia Lameko              | aucun | 744  |             |                               | élu      |
| Tusa Misi Tupuola               | PPDH  | 737  |             |                               | battu    |
| Teo Uuvalu Mauga                | aucun | 323  |             |                               |          |
| Vaetuifeai Tuiloma Poe Elama    | PPDH  | 166  |             |                               |          |
| Tuiloma Agaalii Liliva Taveuveu | aucun | 101  |             |                               |          |

Lotofaga
| Député sortant | Député sortant      | Parti | Fonctions              | Sortant se représente ? | Élu | Élu                 | Parti |
| -------------- | ------------------- | ----- | ---------------------- | ----------------------- | --- | ------------------- | ----- |
|                | Fiame Naomi Mataafa | PPDH  | ministre de la Justice | oui                     |     | Fiame Naomi Mataafa | PPDH  |

| Candidat            | Parti | Voix | Pourcentage | Changement par rapport à 2011 | Résultat                   |
| ------------------- | ----- | ---- | ----------- | ----------------------------- | -------------------------- |
| Fiame Naomi Mataafa | PPDH  | n/a  | n/a         | n/a                           | reconduite sans opposition |

Lepa
Le premier ministre Sailele Malielegaoi n'a pas de concurrent dans sa circonscription. Tout comme en 2011, le candidat choisi par le parti Tautua Samoa a été disqualifié par la commission électorale, au motif qu'il n'a pas suffisamment rempli les obligations de service au village (monotaga) exigé pour tous les candidats.
| Député sortant | Député sortant               | Parti | Fonctions        | Sortant se représente ? | Élu | Élu                          | Parti |
| -------------- | ---------------------------- | ----- | ---------------- | ----------------------- | --- | ---------------------------- | ----- |
|                | Tuilaepa Sailele Malielegaoi | PPDH  | Premier ministre | oui                     |     | Tuilaepa Sailele Malielegaoi | PPDH  |

| Candidat                     | Parti | Voix | Pourcentage | Changement par rapport à 2011 | Résultat                  |
| ---------------------------- | ----- | ---- | ----------- | ----------------------------- | ------------------------- |
| Tuilaepa Sailele Malielegaoi | PPDH  | n/a  | n/a         | n/a                           | reconduit sans opposition |

Aleipata-Itupa I Luga
| Député sortant | Député sortant          | Parti | Fonctions | Sortant se représente ? | Élu | Élu                     | Parti |
| -------------- | ----------------------- | ----- | --------- | ----------------------- | --- | ----------------------- | ----- |
|                | Fagaaivalu Kenrick Samu | PPDH  |           | oui                     |     | Fagaaivalu Kenrick Samu | PPDH  |

| Candidat                | Parti | Voix | Pourcentage | Changement par rapport à 2011 | Résultat                  |
| ----------------------- | ----- | ---- | ----------- | ----------------------------- | ------------------------- |
| Fagaaivalu Kenrick Samu | PPDH  | n/a  | n/a         | n/a                           | reconduit sans opposition |

Aleipata-Itupa I Lalo
| Député sortant | Député sortant       | Parti | Fonctions | Sortant se représente ? | Élu | Élu                  | Parti |
| -------------- | -------------------- | ----- | --------- | ----------------------- | --- | -------------------- | ----- |
|                | Tafua Maluelue Tafua | PPDH  |           | oui                     |     | Tafua Maluelue Tafua | PPDH  |

| Candidat                  | Parti  | Voix | Pourcentage | Changement par rapport à 2011 | Résultat |
| ------------------------- | ------ | ---- | ----------- | ----------------------------- | -------- |
| Tafua Maluelue Tafua      | PPDH   | 916  |             |                               | réélu    |
| Tuavii Poloma Eteuati     | aucun  | 516  |             |                               |          |
| Faagasealii Sapoa Feagiai | aucun  | 173  |             |                               |          |
| Vaimasanuu Zita Martel    | aucun  | 82   |             |                               |          |
| Letiui Tamatoa Penaia     | Tautua | 73   |             |                               |          |

Vaa o Fonoti
| Député sortant | Député sortant             | Parti | Fonctions | Sortant se représente ? | Élu | Élu                        | Parti |
| -------------- | -------------------------- | ----- | --------- | ----------------------- | --- | -------------------------- | ----- |
|                | Tialavea Fea Tionisio Hunt | PPDH  |           | oui                     |     | Tialavea Fea Tionisio Hunt | PPDH  |

| Candidat                                 | Parti | Voix | Pourcentage | Changement par rapport à 2011 | Résultat |
| ---------------------------------------- | ----- | ---- | ----------- | ----------------------------- | -------- |
| Tialavea Fea Tionisio Hunt               | PPDH  | 526  |             |                               | réélu    |
| Leilua Tavas Leota                       | aucun | 248  |             |                               |          |
| Molioo Pio Leo Vaeluaga Molioo           | aucun | 188  |             |                               |          |
| Ofoia Vaipua Tautaiolefua Nomeneta Ofoia | aucun | 83   |             |                               |          |

Anoamaa

Les deux députés sont élus séparément ; la circonscription est scindée en deux, avec des listes de candidats séparées. 
| Député sortant | Député sortant                  | Parti          | Fonctions             | Sortant se représente ? | Élu | Élu                             | Parti |
| -------------- | ------------------------------- | -------------- | --------------------- | ----------------------- | --- | ------------------------------- | ----- |
|                | Alo Fulifuli Taveuveu           | sans étiquette |                       | non                     |     | Alaiasa Moefaauouo Moananu      | PPDH  |
|                | Fonotoe Nuafesili Pierre Lauofo | PPDH           | Vice-premier ministre | oui                     |     | Fonotoe Nuafesili Pierre Lauofo | PPDH  |

| Candidat                         | Parti  | Voix | Pourcentage | Changement par rapport à 2011 | Résultat                               |
| -------------------------------- | ------ | ---- | ----------- | ----------------------------- | -------------------------------------- |
| Alaiasa Moefaauouo Moananu       | PPDH   | 666  |             |                               | élu                                    |
| Alaiasa Malia Elisapeta Petelo   | PPDH   | 324  |             |                               | élue (sur un siège réservé aux femmes) |
| Poloai Akapo                     | Tautua | 195  |             |                               |                                        |
| Manu Maugatai                    | PPDH   | 144  |             |                               |                                        |
| Tofae Alailima Ropeti Nuualiitia | aucun  | 96   |             |                               |                                        |
| Alaiasa Elena                    | Tautua | 13   |             |                               |                                        |

| Candidat                        | Parti | Voix  | Pourcentage | Changement par rapport à 2011 | Résultat |
| ------------------------------- | ----- | ----- | ----------- | ----------------------------- | -------- |
| Fonotoe Nuafesili Pierre Lauofo | PPDH  | 1 069 |             |                               | réélu    |
| Leota-Leuluaialii Ituau Ale     | aucun | 377   |             |                               |          |
| Tufeao Faatuai Fanolua Pulepule | aucun | 310   |             |                               |          |

Faasaleleaga 1

Les deux députés sont élus séparément ; la circonscription est scindée en deux, avec des listes de candidats séparées. 
| Député sortant | Député sortant                       | Parti          | Fonctions                                            | Sortant se représente ? | Élu | Élu                                  | Parti |
| -------------- | ------------------------------------ | -------------- | ---------------------------------------------------- | ----------------------- | --- | ------------------------------------ | ----- |
|                | Gatoloaifaana Amataga Alesana Gidlow | PPDH           |                                                      | oui                     |     | Gatoloaifaana Amataga Alesana Gidlow | PPDH  |
|                | Magele Mauiliu Magele                | sans étiquette | ministre de l'Éducation, des Sports et de la Culture | oui                     |     | Siki Epa Tuioti                      | PPDH  |

| Candidat                           | Parti | Voix | Pourcentage | Changement par rapport à 2011 | Résultat |
| ---------------------------------- | ----- | ---- | ----------- | ----------------------------- | -------- |
| Sili Epa Tuioti                    | PPDH  | 476  |             |                               | élu      |
| Pauli Matamua Ivan Joseph Williams | aucun | 471  |             |                               |          |
| Leatigaga Tuasivi Samoa            | PPDH  | 418  |             |                               |          |

| Candidat                             | Parti  | Voix | Pourcentage | Changement par rapport à 2011 | Résultat |
| ------------------------------------ | ------ | ---- | ----------- | ----------------------------- | -------- |
| Gatoloaifaana Amataga Alesana Gidlow | PPDH   | 838  |             |                               | réélue   |
| Magele Mauiliu Magele                | PPDH   | 580  |             |                               | battu    |
| Talalafai Kapeli Vaiola              | Tautua | 33   |             |                               |          |
| Suafoa Faimata Fauena Sua            | Tautua | 19   |             |                               |          |
| Vaasilifiti Moelagi Jackson          | aucun  | 13   |             |                               |          |

Faasaleleaga 2
| Député sortant | Député sortant                    | Parti  | Fonctions | Sortant se représente ?   | Élu | Élu                  | Parti |
| -------------- | --------------------------------- | ------ | --------- | ------------------------- | --- | -------------------- | ----- |
|                | Papalii Lio Oloipola Taeu Masipau | Tautua |           | oui (mais sans étiquette) |     | Pau Sefo Taumata Pau | PPDH  |

| Candidat                          | Parti | Voix | Pourcentage | Changement par rapport à 2011 | Résultat |
| --------------------------------- | ----- | ---- | ----------- | ----------------------------- | -------- |
| Pau Sefo Taumata Pau              | PPDH  | 715  |             |                               | élu      |
| Namulauulu Leota Sami Leota       | PPDH  | 683  |             |                               |          |
| Papalii Lio Oloipola Taeu Masipau | aucun | 643  |             |                               | battu    |

Faasaleleaga 3
| Député sortant | Député sortant       | Parti  | Fonctions | Sortant se représente ? | Élu | Élu                       | Parti |
| -------------- | -------------------- | ------ | --------- | ----------------------- | --- | ------------------------- | ----- |
|                | Tuileuutu Alavaa Voi | Tautua |           | non                     |     | Tofa Foleni Lio Tama Galu | PPDH  |

| Candidat                  | Parti | Voix | Pourcentage | Changement par rapport à 2011 | Résultat |
| ------------------------- | ----- | ---- | ----------- | ----------------------------- | -------- |
| Tofa Foleni Lio Tama Galu | PPDH  | 561  |             |                               | élu      |
| Tea Toala Peato           | aucun | 471  |             |                               |          |
| Unasa Faapupula Metuli    | PPDH  | 233  |             |                               |          |
| Tooala Tulouna Lepou      | PPDH  | 75   |             |                               |          |

Faasaleleaga 4
| Député sortant | Député sortant          | Parti          | Fonctions | Sortant se représente ? | Élu | Élu                     | Parti |
| -------------- | ----------------------- | -------------- | --------- | ----------------------- | --- | ----------------------- | ----- |
|                | Peseta Vaifou Tevagaena | sans étiquette |           | oui (mais pour le PPDH) |     | Peseta Vaifou Tevagaena | PPDH  |

| Candidat                        | Parti | Voix | Pourcentage | Changement par rapport à 2011 | Résultat |
| ------------------------------- | ----- | ---- | ----------- | ----------------------------- | -------- |
| Peseta Vaifou Tevagaena         | PPDH  | 6232 |             |                               | réélu    |
| Vui Umamalu Sione Tinomalu Iiga | aucun | 513  |             |                               |          |

Gagaemauga 1
| Député sortant | Député sortant          | Parti | Fonctions                            | Sortant se représente ? | Élu | Élu                     | Parti |
| -------------- | ----------------------- | ----- | ------------------------------------ | ----------------------- | --- | ----------------------- | ----- |
|                | Sala Fata Lisati Pinati | PPDH  | ministre de la Police et des Prisons | oui                     |     | Sala Fata Lisati Pinati | PPDH  |

| Candidat                | Parti  | Voix | Pourcentage | Changement par rapport à 2011 | Résultat |
| ----------------------- | ------ | ---- | ----------- | ----------------------------- | -------- |
| Sala Fata Lisati Pinati | PPDH   | 993  |             |                               | réélu    |
| Tuala Iosefo Ponifasio  | aucun  | 809  |             |                               |          |
| Sala Malautea McCarthy  | Tautua | 48   |             |                               |          |

Gagaemauga 2
| Député sortant | Député sortant     | Parti          | Fonctions | Sortant se représente ? | Élu | Élu                         | Parti |
| -------------- | ------------------ | -------------- | --------- | ----------------------- | --- | --------------------------- | ----- |
|                | Levaopolo Talatonu | sans étiquette |           | non                     |     | Faasootauloa Pati Taulapapa | PPDH  |

| Candidat                    | Parti | Voix | Pourcentage | Changement par rapport à 2011 | Résultat |
| --------------------------- | ----- | ---- | ----------- | ----------------------------- | -------- |
| Faasootauloa Pati Taulapapa | PPDH  | 199  |             |                               | élu      |
| Seuoti Sheryl Muagututia    | PPDH  | 160  |             |                               |          |
| Aufai Uesile Amuimuia       | PPDH  | 153  |             |                               |          |
| Semau Faamau Levi           | PPDH  | 142  |             |                               |          |
| Lofipo Faletolu Ula         | PPDH  | 22   |             |                               |          |

Gagaemauga 3
| Député sortant | Député sortant                       | Parti          | Fonctions                                                | Sortant se représente ? | Élu | Élu                     | Parti          |
| -------------- | ------------------------------------ | -------------- | -------------------------------------------------------- | ----------------------- | --- | ----------------------- | -------------- |
|                | Faamoetauloa Ulaitino Faale Tumaalii | sans étiquette | ministre des Ressources naturelles et de l'Environnement | oui (mais pour le PPDH) |     | Nafoitoa Talaimanu Keti | sans étiquette |

| Candidat                             | Parti | Voix | Pourcentage | Changement par rapport à 2011 | Résultat |
| ------------------------------------ | ----- | ---- | ----------- | ----------------------------- | -------- |
| Nafoitoa Talaimanu Keti              | aucun | 838  |             |                               | élu      |
| Faamoetauloa Ulaitino Faale Tumaalii | PPDH  | 746  |             |                               | battu    |

Gagaifomauga 1
| Député sortant | Député sortant              | Parti | Fonctions | Sortant se représente ? | Élu | Élu                         | Parti |
| -------------- | --------------------------- | ----- | --------- | ----------------------- | --- | --------------------------- | ----- |
|                | Faimalotoa Kolotita Stowers | PPDH  |           | oui                     |     | Faimalotoa Kolotita Stowers | PPDH  |

| Candidat                    | Parti | Voix | Pourcentage | Changement par rapport à 2011 | Résultat |
| --------------------------- | ----- | ---- | ----------- | ----------------------------- | -------- |
| Faimalotoa Kolotita Stowers | PPDH  | 592  |             |                               | réélue   |
| Lavea Natoealofa Ieti       | aucun | 445  |             |                               |          |

Gagaifomauga 2
| Député sortant | Député sortant | Parti          | Fonctions | Sortant se représente ? | Élu | Élu         | Parti |
| -------------- | -------------- | -------------- | --------- | ----------------------- | --- | ----------- | ----- |
|                | Sooalo Mene    | sans étiquette |           | oui (mais pour le PPDH) |     | Sooalo Mene | PPDH  |

| Candidat                        | Parti  | Voix | Pourcentage | Changement par rapport à 2011 | Résultat |
| ------------------------------- | ------ | ---- | ----------- | ----------------------------- | -------- |
| Sooalo Mene                     | PPDH   | 810  |             |                               | réélu    |
| Lanuta Lavamaile Uesile         | Tautua | 190  |             |                               |          |
| Taulealeausumai Aumalaga Tiotio | aucun  | 180  |             |                               |          |

Gagaifomauga 3
| Député sortant | Député sortant                 | Parti | Fonctions              | Sortant se représente ? | Élu | Élu                            | Parti |
| -------------- | ------------------------------ | ----- | ---------------------- | ----------------------- | --- | ------------------------------ | ----- |
|                | Laauli Leuatea Polataivao Fosi | PPDH  | Président du Parlement | oui                     |     | Laauli Leuatea Polataivao Fosi | PPDH  |

| Candidat                       | Parti | Voix | Pourcentage | Changement par rapport à 2011 | Résultat |
| ------------------------------ | ----- | ---- | ----------- | ----------------------------- | -------- |
| Laauli Leuatea Polataivao Fois | PPDH  | 727  |             |                               | réélu    |
| Faaulusau Rosa Stowers         | aucun | 552  |             |                               |          |

Vaisigano 1
| Député sortant | Député sortant          | Parti | Fonctions | Sortant se représente ? | Élu | Élu                  | Parti          |
| -------------- | ----------------------- | ----- | --------- | ----------------------- | --- | -------------------- | -------------- |
|                | Tufuga Gafoleata Faitua | PPDH  |           | oui                     |     | Lopaoo Natanielu Mua | sans étiquette |

| Candidat                      | Parti  | Voix | Pourcentage | Changement par rapport à 2011 | Résultat |
| ----------------------------- | ------ | ---- | ----------- | ----------------------------- | -------- |
| Lopaoo Natanielu Mua          | aucun  | 792  |             |                               | élu      |
| Vaai Papu                     | Tautua | 164  |             |                               |          |
| Paialii Mao II Ropati         | aucun  | 162  |             |                               |          |
| Tufuga Gafoleata Faitua       | aucun  | 162  |             |                               |          |
| Amituanai Malolo Tautofi Roma | aucun  | 52   |             |                               |          |

Vaisigano 2
| Député sortant | Député sortant                 | Parti  | Fonctions | Sortant se représente ? | Élu | Élu                        | Parti |
| -------------- | ------------------------------ | ------ | --------- | ----------------------- | --- | -------------------------- | ----- |
|                | Motuopuaa Uifagasa Aisoli Vaai | Tautua |           | oui                     |     | Tapulesatele Mauteni Esera | PPDH  |

| Candidat                       | Parti  | Voix | Pourcentage | Changement par rapport à 2011 | Résultat |
| ------------------------------ | ------ | ---- | ----------- | ----------------------------- | -------- |
| Tapulesatele Mauteni Esera     | PPDH   | 690  |             |                               | élu      |
| Motuopuaa Uifagasa Aisoli Vaai | Tautua | 432  |             |                               | battu    |

Falealupo
| Député sortant | Député sortant             | Parti  | Fonctions | Sortant se représente ? | Élu | Élu                        | Parti  |
| -------------- | -------------------------- | ------ | --------- | ----------------------- | --- | -------------------------- | ------ |
|                | Aeau Peniamina Leavaiseeta | Tautua |           | oui                     |     | Aeau Peniamina Leavaiseeta | Tautua |

| Candidat                   | Parti  | Voix | Pourcentage | Changement par rapport à 2011 | Résultat |
| -------------------------- | ------ | ---- | ----------- | ----------------------------- | -------- |
| Aeau Peniamina Leavaiseeta | Tautua | 352  |             |                               | réélu    |
| Seumanutafa Akerei Salesa  | PPDH   | 304  |             |                               |          |
| Aeau Mareko Lamositele     | PPDH   | 173  |             |                               |          |

Alataua Sisifo
| Député sortant | Député sortant                 | Parti | Fonctions | Sortant se représente ? | Élu | Élu                         | Parti          |
| -------------- | ------------------------------ | ----- | --------- | ----------------------- | --- | --------------------------- | -------------- |
|                | Lafaitele Patrick Leiataualesa | PPDH  |           | oui                     |     | Aliimalemlemanu Alofa Tuuau | sans étiquette |

| Candidat                             | Parti  | Voix | Pourcentage | Changement par rapport à 2011 | Résultat |
| ------------------------------------ | ------ | ---- | ----------- | ----------------------------- | -------- |
| Aliimalemlemanu Alofa Tuuau          | aucun  | 400  |             |                               | élue     |
| Lafaitele Patrick Leiataualesa       | PPDH   | 265  |             |                               |          |
| Aiolupotea Taatiti Visekota          | aucun  | 245  |             |                               |          |
| Tuifaiga Loluama Yoshida Tuimaualuga | aucun  | 90   |             |                               |          |
| Pei Iefata Reupena Tauiliili         | Tautua | 54   |             |                               |          |
| Momoemausu Siaifa Uiga               | aucun  | 10   |             |                               |          |

Salega

Les deux députés sont élus séparément ; la circonscription est scindée en deux, avec des listes de candidats séparées. 
| Député sortant | Député sortant         | Parti  | Fonctions | Sortant se représente ? | Élu | Élu                | Parti          |
| -------------- | ---------------------- | ------ | --------- | ----------------------- | --- | ------------------ | -------------- |
|                | Afualo Wood Uti Salele | Tautua |           | oui                     |     | Toomata Aki Tuipea | PPDH           |
|                | Tapuai Toese Ah Sam    | Tautua |           | oui                     |     | Olo Fiti Afoa Vaai | sans étiquette |

| Candidat             | Parti  | Voix | Pourcentage | Changement par rapport à 2011 | Résultat |
| -------------------- | ------ | ---- | ----------- | ----------------------------- | -------- |
| Olo Fiti Afoa Vaai   | aucun  | 284  |             |                               | élu      |
| Tapuai Suimai Tapuai | PPDH   | 154  |             |                               |          |
| Tapuai Toese Ah Sam  | Tautua | 149  |             |                               | battu    |
| Tapuai Titi Fuli     | PPDH   | 27   |             |                               |          |

| Candidat               | Parti  | Voix | Pourcentage | Changement par rapport à 2011 | Résultat |
| ---------------------- | ------ | ---- | ----------- | ----------------------------- | -------- |
| Toomata Aki Tuipea     | PPDH   | 648  |             |                               | élu      |
| Afualo Wood Uti Salele | Tautua | 409  |             |                               |          |

Palauli Sisifo
| Député sortant | Député sortant                   | Parti | Fonctions | Sortant se représente ? | Élu | Élu                          | Parti          |
| -------------- | -------------------------------- | ----- | --------- | ----------------------- | --- | ---------------------------- | -------------- |
|                | Agafili Patisela Eteuati Tolovaa | PPDH  |           | oui                     |     | Afoa Amituanai Faleulu Mauli | sans étiquette |

| Candidat                           | Parti | Voix | Pourcentage | Changement par rapport à 2011 | Résultat |
| ---------------------------------- | ----- | ---- | ----------- | ----------------------------- | -------- |
| Afoa Amituanai Faleulu Mauli       | aucun | 611  |             |                               | élu      |
| Agafili Patisela Eteuati Tolovaa   | PPDH  | 401  |             |                               | battu    |
| Leotamanusala Lene Leota           | aucun | 363  |             |                               |          |
| Mulipola Faatoafe Opalani Ah Ching | aucun | 149  |             |                               |          |

Satupaitea
| Député sortant | Député sortant             | Parti | Fonctions                          | Sortant se représente ? | Élu | Élu                        | Parti |
| -------------- | -------------------------- | ----- | ---------------------------------- | ----------------------- | --- | -------------------------- | ----- |
|                | Lautafi Fio Selafi Purcell | PPDH  | ministre des Entreprises publiques | oui                     |     | Lautafi Fio Selafi Purcell | PPDH  |

| Candidat                   | Parti | Voix | Pourcentage | Changement par rapport à 2011 | Résultat                  |
| -------------------------- | ----- | ---- | ----------- | ----------------------------- | ------------------------- |
| Lautafi Fio Selafi Purcell | PPDH  | n/a  | n/a         | n/a                           | reconduit sans opposition |

Palauli Sasae
| Député sortant | Député sortant         | Parti | Fonctions | Sortant se représente ? | Élu | Élu                          | Parti          |
| -------------- | ---------------------- | ----- | --------- | ----------------------- | --- | ---------------------------- | -------------- |
|                | Afoafouvale John Moors | PPDH  |           | oui                     |     | Tuifaasisina Lisati Palemene | sans étiquette |

| Candidat                      | Parti  | Voix | Pourcentage | Changement par rapport à 2011 | Résultat |
| ----------------------------- | ------ | ---- | ----------- | ----------------------------- | -------- |
| Tuifaasisina Lisati Palemene  | aucun  | 909  |             |                               | élu      |
| Afoafouvale John Moors        | PPDH   | 613  |             |                               | battu    |
| Fiso Evelini Faamoe           | aucun  | 104  |             |                               |          |
| Fiso Taranaki Mailei-Tamasese | Tautua | 72   |             |                               |          |

Palauli le Falefa
| Député sortant | Député sortant        | Parti | Fonctions | Sortant se représente ? | Élu | Élu                   | Parti |
| -------------- | --------------------- | ----- | --------- | ----------------------- | --- | --------------------- | ----- |
|                | Faumuina Tiatia Liuga | PPDH  |           | oui                     |     | Faumuina Tiatia Liuga | PPDH  |

| Candidat              | Parti  | Voix | Pourcentage | Changement par rapport à 2011 | Résultat |
| --------------------- | ------ | ---- | ----------- | ----------------------------- | -------- |
| Faumuina Tiatia Liuga | PPDH   | 723  |             |                               | réélu    |
| Leota Laki Sio        | aucun  | 611  |             |                               |          |
| Tiatia Mapesone       | Tautua | 464  |             |                               |          |

Électeurs individuels
(députés élus par les citoyens non-autochtones)
| Député sortant | Député sortant            | Parti | Fonctions | Sortant se représente ? | Élu | Élu                       | Parti |
| -------------- | ------------------------- | ----- | --------- | ----------------------- | --- | ------------------------- | ----- |
|                | Papaliitele Niko Lee Hang | PPDH  |           | oui                     |     | Papaliitele Niko Lee Hang | PPDH  |
|                | Maualaivao Pat Ah Him     | PPDH  |           | oui                     |     | Faumuina Wayne Fong       | PPDH  |

| Candidat                        | Parti | Voix  | Pourcentage | Changement par rapport à 2011 | Résultat |
| ------------------------------- | ----- | ----- | ----------- | ----------------------------- | -------- |
| Papaliitele Niko Lee Hang       | PPDH  | 1 211 |             |                               | réélu    |
| Pulemagafa Mara Hunter          | aucun | 297   |             |                               |          |
| Namulauulu Nuualofa Tuuau-Potoi | PPDH  | 44    |             |                               |          |

| Candidat              | Parti | Voix  | Pourcentage | Changement par rapport à 2011 | Résultat |
| --------------------- | ----- | ----- | ----------- | ----------------------------- | -------- |
| Faumuina Wayne Fong   | PPDH  | 1 100 |             |                               | élu      |
| Maualaivao Pat Ah Him | PPDH  | 975   |             |                               | battu    |
| Matafeo Tanielu Aiafi | PPDH  | 797   |             |                               |          |
| Matamua Fred Amoa     | PPDH  | 25    |             |                               |          |

Députées supplémentaires
(élues pour atteindre le quota de cinq femmes)
Quatre femmes ayant été élues députées dans les circonscriptions générales, une seule députée supplémentaire est élue via le quota.
| Députée élue | Députée élue           | Parti          | Circonscription | Classement dans cette circonscription | Députée sortante ? |
| ------------ | ---------------------- | -------------- | --------------- | ------------------------------------- | ------------------ |
|              | Faaulusau Rosa Stowers | sans étiquette | Gagaifomauga 3  | 2e                                    | non                |